# 10045 Dorarussell
A 10045 Dorarussell (ideiglenes jelöléssel (10045) 1985 RJ3) a Naprendszer kisbolygóövében található aszteroida. Henri Debehogne fedezte fel 1985. szeptember 6-án.

## Kapcsolódó szócikk
- Kisbolygók listája (10001–10500)